# Ninja Express
Ninja Express es una serie de televisión animada para niños de 6 a 9 años, creada por Kim Claeys y la empresa Creative Conspiracy, de Gante; hasta el momento se ha emitido una temporada de 52 episodios de 11 minutos cada uno. La serie ha sido comprada por canales de televisión en 192 países; este programa se encuentra entre las series más vistas de CBBC (el canal infantil de la cadena británica BBC). El costo de 12 millones de euros para crear la primera temporada fue asumido en un 50 % por empresas flamencas y el gobierno de Flandes y en un 50 % por los socios internacionales Entertainment One y WarnerMedia.
La serie trata sobre un servicio de entrega a cargo de tres ninjas, Aka, Kiro y Konpeki, que tienen superpoderes. El programa es producido por Entertainment One, Frog Box y Creative Conspiracy.
Ninja Express se muestra en CBBC en el Reino Unido, Gulli en Francia, Ketnet en Flandes; y en muchas versiones internacionales de Boomerang (por ejemplo, en Polonia, Rumania, Alemania, Bulgaria e Italia).

## Episodios
| n.º | Título                                                  | Fecha de emisión original | Fecha de emisión Latinoamérica                                        |
| --- | ------------------------------------------------------- | ------------------------- | --------------------------------------------------------------------- |
| 1   | «Ritmo vikingo» «Viking Beats»                          | 3 de julio de 2021        | 23 de julio de 2021 (Cartoon Network) 26 de julio de 2021 (Boomerang) |
| 2   | «TBA» «Wooden Horse»                                    | TBA                       | 16 de agosto de 2023 (Boomerang)                                      |
| 3   | «TBA» «The Ultimate Sword Remover»                      | TBA                       | 2 de agosto de 2023 (Boomerang)                                       |
| 4   | «TBA» «Damsel in Distress»                              | TBA                       | TBA                                                                   |
| 5   | «TBA» «A Flag»                                          | TBA                       | 13 de septiembre de 2021 (Boomerang)                                  |
| 6   | «TBA» «What a Drag»                                     | TBA                       | 23 de agosto de 2021 (Boomerang)                                      |
| 7   | «TBA» «Deliving Daylights»                              | TBA                       | TBA                                                                   |
| 8   | «TBA» «A Brick»                                         | TBA                       | TBA                                                                   |
| 9   | «Sopa-» «Soup»                                          | TBA                       | 27 de septiembre de 2021 (Boomerang)                                  |
| 10  | «El increíble robot limpiador» «Awesome Cleaning Robot» | 3 de julio de 2021        | 18 de octubre de 2021 (Boomerang)                                     |
| 11  | «Un carruaje» «A Carriage»                              | 7 de julio de 2021        | 11 de octubre de 2021 (Boomerang)                                     |
| 12  | «TBA» «Ninja Cleaners»                                  | 8 de julio de 2021        | TBA                                                                   |
| 13  | «TBA» «Treasure Hunting»                                | TBA                       | 30 de agosto de 2021 (Boomerang)                                      |
| 14  | «TBA» «Temple of Wishes»                                | TBA                       | 20 de septiembre de 2021 (Boomerang)                                  |
| 15  | «TBA» «Hats Off to the Ninjas»                          | TBA                       | TBA                                                                   |
| 16  | «TBA» «Mad for Mariachi»                                | TBA                       | 6 de septiembre de 2021 (Boomerang)                                   |
| 17  | «TBA» «A Magic Wand»                                    | TBA                       | TBA                                                                   |
| 18  | «TBA» «Straight from the Horse's Mouth»                 | TBA                       | TBA                                                                   |
| 19  | «TBA» «An Epic Wave»                                    | TBA                       | TBA                                                                   |
| 20  | «TBA» «A Mammoth Wedding»                               | TBA                       | TBA                                                                   |
| 21  | «Fuego-» «Fire»                                         | TBA                       | 4 de octubre de 2021 (Boomerang)                                      |
| 22  | «TBA» «Egg»                                             | TBA                       | TBA                                                                   |
| 23  | «TBA» «By the Seaside»                                  | TBA                       | TBA                                                                   |
| 24  | «Villano» «Villain»                                     | TBA                       | 9 de agosto de 2021 (Boomerang)                                       |